# Stammstrecke 5 (Stadtbahn Düsseldorf)
| \| \| \| Ratingen West \| \| \| \| \| Wasserwerk \| \| \| \| \| Im Rott \| \| \| \| \| Broichhofstraße \| \| \| \| \| A 52 \| \| \| \| \| Bahnhof Düsseldorf Flughafen S 1 \| \| \| \| \| Wanheimer Straße \| \| \| \| \| Rampe Wanheimer Straße \| \| \| \| \| Düsseldorf Flughafen Terminal S 11 \| \| \| \| \| Rampe Flughafenstraße \| \| \| \| \| AS Düsseldorf-Stockum – A 44 / B 8 \| \| \| \| \| Abzweig Richtung Duisburg – U79 \| \| \| \| \| Freiligrathplatz U79 \| \| \| \| \| Abzweig Richtung Innenstadt – U78, U79 \| \| \| \| \| Freiligrathplatz U78 \| \| \| \| \| Wendeschleife Freiligrathplatz \| \| \| \| \| Mörikestraße \| \| \| \| \| \| \| \| \| \| Sportpark Nord/Europaplatz \| \| \| \| \| \| \| \| \| \| Merkur Spiel-Arena/Messe Nord \| \| \| \| \| Wendeschleife Am Staad – Endstelle U78 \| \| \| \| \| gepl. Abzweig der Messeumfahrung (U80) \| \| \| \| \| Rheinquerung \| \| \| \| \| D-Lörick \| \| \| \| \| U70, U74, U76 \| \| \| \| \| Willstätter Straße \| \| \| \| \| Böhlerweg \| \| \| \| \| A 52 \| \| \| \| \| Zülpicher Straße \| \| \| \| \| Abzweig Richtung Belsenplatz – U75 \| \| \| \| \| D-Vogesenstraße \| \| \| \| \| NE-Am Kaiser S 8 S 11 S 28 \| \| \| \| \| Bahnstrecke Mönchengladbach–Düsseldorf \| \| \| \| \| Blücherstraße \| \| \| \| \| Abzweig Richtung Neuss Hbf – U75 \| \| \| \| \| Rheintorstraße \| \| \| \| \| Hafenstraße \| \| \| \| \| Landestheater \| \| \| \| \| Abzweig Richtung Neuss Hbf der Linie 709 \| \| \| \| \| Stadthalle/Museum 709 \| \| \| \| \| Abzweig der Linie 709 (entfällt bei Neubau über Hammfelddamm) \| \| \| \| \| Alexianerplatz \| \| \| \| \| Hammfelddamm \| \| \| \| \| Abzweig der Linie 709 (entfällt bei Neubau über Hammfelddamm) \| \| \| \| \| Langemarckstraße \| \| \| \| \| Abzweig Richtung Düsseldorf Bilk der Linie 709 \| \| \| \| \| Königsberger Straße \| \| \| \| \| Neuss Rheinparkcenter S 8 S 11 S 28 \| \| |  |                                                               |                                                               |
| U-Bahn-Kopfbahnhof Streckenanfang (Strecke außer Betrieb) |  | Ratingen West                                                 | Ratingen West                                                 |
| U-Bahn-Haltepunkt / Haltestelle (Strecke außer Betrieb) |  | Wasserwerk                                                    | Wasserwerk                                                    |
| U-Bahn-Haltepunkt / Haltestelle (Strecke außer Betrieb) |  | Im Rott                                                       | Im Rott                                                       |
| U-Bahn-Haltepunkt / Haltestelle (Strecke außer Betrieb) |  | Broichhofstraße                                               | Broichhofstraße                                               |
| U-Bahn-Brücke (Strecke außer Betrieb) |  | A 52                                                          | A 52                                                          |
| U-Bahn-Bahnhof (Strecke außer Betrieb) |  | Bahnhof Düsseldorf Flughafen S 1                              | Bahnhof Düsseldorf Flughafen S 1                              |
| U-Bahn-Haltepunkt / Haltestelle (Strecke außer Betrieb) |  | Wanheimer Straße                                              | Wanheimer Straße                                              |
| U-Bahn-Tunnelanfang (Strecke außer Betrieb) |  | Rampe Wanheimer Straße                                        | Rampe Wanheimer Straße                                        |
| U-Bahn-Bahnhof (Strecke außer Betrieb) (im Tunnel) |  | Düsseldorf Flughafen Terminal S 11                            | Düsseldorf Flughafen Terminal S 11                            |
| U-Bahn-Tunnelende (Strecke außer Betrieb) |  | Rampe Flughafenstraße                                         | Rampe Flughafenstraße                                         |
| U-Bahn-Brücke (Strecke außer Betrieb) |  | AS Düsseldorf-Stockum – A 44 / B 8                            | AS Düsseldorf-Stockum – A 44 / B 8                            |
| U-Bahn-Abzweig ehemals geradeaus und von rechts |  | Abzweig Richtung Duisburg – U79                               | Abzweig Richtung Duisburg – U79                               |
| U-Bahn-Haltepunkt / Haltestelle |  | Freiligrathplatz U79                                          | Freiligrathplatz U79                                          |
| U-Bahn-Abzweig geradeaus, nach links und von links |  | Abzweig Richtung Innenstadt – U78, U79                        | Abzweig Richtung Innenstadt – U78, U79                        |
| U-Bahn-Haltepunkt / Haltestelle |  | Freiligrathplatz U78                                          | Freiligrathplatz U78                                          |
| |  | Wendeschleife Freiligrathplatz                                |                                                               |
| U-Bahn-Haltepunkt / Haltestelle |  | Mörikestraße                                                  | Mörikestraße                                                  |
| U-Bahn-Strecke von links · U-Bahn-Abzweig geradeaus und nach rechts |  |                                                               |                                                               |
| U-Bahn-Bahnhof · U-Bahn-Strecke |  | Sportpark Nord/Europaplatz                                    | Sportpark Nord/Europaplatz                                    |
| U-Bahn-Strecke nach links · U-Bahn-Abzweig geradeaus, nach rechts und von rechts |  |                                                               |                                                               |
| U-Bahn-Bahnhof |  | Merkur Spiel-Arena/Messe Nord                                 | Merkur Spiel-Arena/Messe Nord                                 |
| |  | Wendeschleife Am Staad – Endstelle U78                        |                                                               |
| U-Bahn-Abzweig geradeaus und nach links (Strecke außer Betrieb) |  | gepl. Abzweig der Messeumfahrung (U80)                        | gepl. Abzweig der Messeumfahrung (U80)                        |
| U-Bahn-Brücke über Wasserlauf (Strecke außer Betrieb) |  | Rheinquerung                                                  | Rheinquerung                                                  |
| U-Bahn-Bahnhof (Strecke außer Betrieb) |  | D-Lörick                                                      | D-Lörick                                                      |
| U-Bahn-Kreuzung (Strecke geradeaus außer Betrieb) |  | U70, U74, U76                                                 | U70, U74, U76                                                 |
| U-Bahn-Haltepunkt / Haltestelle (Strecke außer Betrieb) |  | Willstätter Straße                                            | Willstätter Straße                                            |
| U-Bahn-Haltepunkt / Haltestelle (Strecke außer Betrieb) |  | Böhlerweg                                                     | Böhlerweg                                                     |
| U-Bahn-Strecke mit Straßenbrücke (Strecke außer Betrieb) |  | A 52                                                          | A 52                                                          |
| U-Bahn-Haltepunkt / Haltestelle (Strecke außer Betrieb) |  | Zülpicher Straße                                              | Zülpicher Straße                                              |
| U-Bahn-Abzweig ehemals geradeaus und von links |  | Abzweig Richtung Belsenplatz – U75                            | Abzweig Richtung Belsenplatz – U75                            |
| U-Bahn-Haltepunkt / Haltestelle |  | D-Vogesenstraße                                               | D-Vogesenstraße                                               |
| U-Bahn-Bahnhof |  | NE-Am Kaiser S 8 S 11 S 28                                    | NE-Am Kaiser S 8 S 11 S 28                                    |
| U-Bahn-Kreuzung mit Eisenbahn geradeaus unten |  | Bahnstrecke Mönchengladbach–Düsseldorf                        | Bahnstrecke Mönchengladbach–Düsseldorf                        |
| U-Bahn-Haltepunkt / Haltestelle |  | Blücherstraße                                                 | Blücherstraße                                                 |
| U-Bahn-Abzweig ehemals geradeaus und nach rechts |  | Abzweig Richtung Neuss Hbf – U75                              | Abzweig Richtung Neuss Hbf – U75                              |
| U-Bahn-Haltepunkt / Haltestelle (Strecke außer Betrieb) |  | Rheintorstraße                                                | Rheintorstraße                                                |
| U-Bahn-Haltepunkt / Haltestelle (Strecke außer Betrieb) |  | Hafenstraße                                                   | Hafenstraße                                                   |
| U-Bahn-Haltepunkt / Haltestelle (Strecke außer Betrieb) |  | Landestheater                                                 | Landestheater                                                 |
| U-Bahn-Abzweig ehemals geradeaus und von rechts |  | Abzweig Richtung Neuss Hbf der Linie 709                      | Abzweig Richtung Neuss Hbf der Linie 709                      |
| U-Bahn-Bahnhof |  | Stadthalle/Museum 709                                         | Stadthalle/Museum 709                                         |
| U-Bahn-Abzweig ehemals geradeaus und nach links |  | Abzweig der Linie 709 (entfällt bei Neubau über Hammfelddamm) | Abzweig der Linie 709 (entfällt bei Neubau über Hammfelddamm) |
| U-Bahn-Haltepunkt / Haltestelle (Strecke außer Betrieb) |  | Alexianerplatz                                                | Alexianerplatz                                                |
| U-Bahn-Haltepunkt / Haltestelle (Strecke außer Betrieb) |  | Hammfelddamm                                                  | Hammfelddamm                                                  |
| U-Bahn-Abzweig ehemals geradeaus und von links |  | Abzweig der Linie 709 (entfällt bei Neubau über Hammfelddamm) | Abzweig der Linie 709 (entfällt bei Neubau über Hammfelddamm) |
| U-Bahn-Bahnhof |  | Langemarckstraße                                              | Langemarckstraße                                              |
| U-Bahn-Abzweig ehemals geradeaus und nach rechts |  | Abzweig Richtung Düsseldorf Bilk der Linie 709                | Abzweig Richtung Düsseldorf Bilk der Linie 709                |
| U-Bahn-Haltepunkt / Haltestelle (Strecke außer Betrieb) |  | Königsberger Straße                                           | Königsberger Straße                                           |
| U-Bahn-Kopfbahnhof Streckenende (Strecke außer Betrieb) |  | Neuss Rheinparkcenter S 8 S 11 S 28                           | Neuss Rheinparkcenter S 8 S 11 S 28                           |

Die Stammstrecke 5 ist eine langfristig geplante und in Teilen bereits im Bau befindliche Stadtbahnstrecke der Stadtbahn Düsseldorf für Neuss, Meerbusch, Düsseldorf und Ratingen. Sie soll den S-Bahnhof Neuss-Rheinparkcenter mit Ratingen verbinden. Auf ihr soll die neue Stadtbahn U81 fahren.

## Verlauf und Streckenführung
Der erste Teil der Stammstrecke 5 wird zwischen Freiligrathplatz und Lohausen von der bestehenden Strecke nach Duisburg abzweigen und auf eine Überquerung der Bundesautobahn 44 abschwenken. Danach wird sie in Hochlage auf die begradigte und verbreiterte Flughafenstraße geführt. Über eine Rampe im Straßenverlauf gelangt die Strecke unterirdisch zum neuen U-Bahnhof Flughafen Terminal/Maritimplatz. Dieser Abschnitt wird derzeit gebaut und soll 2025 eröffnet werden. Ein Weiterbau zum Bahnhof Düsseldorf Flughafen ist Teil des 3. Bauabschnitts.
Lange Zeit war die Trassenführung noch offen. Neben der Tunnellösung am Flughafen wurde auch erwogen, die Trasse oberirdisch zu führen und so einen weiteren Haltepunkt zu ermöglichen. 400 Meter vor der neuen U-Bahn-Station Flughafen Terminal sollte ein Abzweig in eine Rampe entstehen, die als Vorleistung für einen Weiterbau zum Bahnhof Düsseldorf-Flughafen in ein Tunnelstück führen sollte.
Für die Kreuzung mit der Anschlussstelle Düsseldorf-Stockum hat sich das „Ampelbündnis“ aus SPD, Grünen und der FDP bereits Ende Oktober 2014 auf den Bau einer Brücke geeinigt.

## Planung
Die ursprüngliche Planung der Strecke geht auf die gescheiterte Olympiabewerbung der Stadt Düsseldorf zurück. Die Trasse ist so geplant, dass sie in mehreren Stufen umgesetzt werden kann. (Fett geschriebene Abschnitte kennzeichnen neu an das Stadtbahn-Netz angeschlossene Gebiete.)
| Betriebsstufe | Trasse | Eröffnung        | Haltestellen (U-Bahnhöfe) |
| ------------- | --- | ---------------- | ------------------------- |
| 1             | Freiligrathplatz – Düsseldorf Flughafen Terminal                                                                                    | II. Quartal 2026 | 2 (1)                     |
| 2             | Handweiser – Freiligrathplatz – Düsseldorf Flughafen Terminal                                                                       | offen            | 12 (1)                    |
| 3             | Handweiser – Freiligrathplatz – Düsseldorf Flughafen Terminal – Fernbahnhof Düsseldorf Flughafen                                    | offen            | 14 (1)                    |
| 4             | Handweiser – Freiligrathplatz – Düsseldorf Flughafen Terminal – Fernbahnhof Düsseldorf Flughafen – Ratingen                         | offen            | 17 (1)                    |
| 5             | Neuss Rheinparkcenter – Handweiser – Freiligrathplatz – Düsseldorf Flughafen Terminal – Fernbahnhof Düsseldorf Flughafen – Ratingen | offen            | 25 (1)                    |

Im März 2013 legte der Verkehrsdezernent der Stadt Düsseldorf einen Realisierungsplan des ersten Teilabschnitts vor. So sollte das Projekt noch vor 2019 realisiert werden, um Fördermittel der Bundesregierung zu erhalten. Die Kosten beliefen sich damals auf rund 110 Millionen Euro. Gleichzeitig wurden die Planungen des dritten Bauabschnitts Düsseldorf Flughafen Terminal – Bahnhof Düsseldorf Flughafen aus wirtschaftlichen Gründen eingestellt. Nach Einschätzung der Stadt Düsseldorf war ein paralleler Betrieb mit dem SkyTrain, der diesen Abschnitt ebenfalls bedient, nicht sinnvoll. Der Nahverkehrsplan 2017 sah hingegen wieder eine Realisierung des dritten Bauabschnittes zum Flughafenbahnhof vor. Die Planung des zweiten Bauabschnitts Messe–Handweiser einschließlich der dafür benötigten Rheinquerung wurde ebenfalls fortgesetzt.
Inzwischen nimmt die Umsetzung der Stammstrecke 5 immer konkretere Züge an, ein erster Abschnitt ist seit Ende 2019 im Bau. Dieser führt vom Freiligrathplatz zum neuen U-Bahnhof Flughafen Terminal und soll nach mehreren Verzögerungen nunmehr im II. Quartal 2026 in Betrieb gehen (Stand April 2025). Der Baubeginn für den zweiten Abschnitt soll 2030 erfolgen. Im März 2022 gab Landesverkehrsministerin Ina Brandes ein Engagement unter anderem mit GVFG-Mitteln bekannt.

## Betrieb
Die Strecke soll im 20-Minuten-Takt betrieben werden. Bei Großveranstaltungen und Messen sollen Sonderzüge die Messe und den Flughafen ansteuern. Falls die geplante Betriebsstufe 2 realisiert wird, könnten die Linie S 11 der S-Bahn Rhein-Ruhr und womöglich auch der SkyTrain eingestellt werden. Als weitere Optimierung stehen die Einführung eines 10-Minuten-Taktes in Aussicht sowie die Realisierung der Betriebsstufen drei und vier. Laut Berechnung der Stadt Düsseldorf werden 18.700 Fahrgäste/Tag erwartet.
Da für die gesamte Strecke bislang kein ausreichendes Fahrgastaufkommen prognostiziert wurde, ist das Gesamtprojekt vorerst nur ein Konzept. Dennoch steht derzeit einer Umsetzung der Teilstrecke Messe Nord – Düsseldorf Flughafen Terminal nichts im Weg, da die prognostizierten Erlöse aus dem Fahrgastaufkommen zwischen Messe und Flughafen die für die Teilstrecke geschätzten Projektkosten wirtschaftlich vertretbar machen.

## Linien und Fahrplan
Mit der vollständigen Inbetriebnahme der Stammstrecke 5 werden insgesamt drei Linien die Strecke befahren. Während die Linie U81 dann die gesamte Strecke befährt, werden die Linien U78 und U82 nur Teilabschnitte befahren. In Fett dargestellt sind jeweils die Abschnitte der Stammstrecke 5.
| Linie | Strecke | Inbetriebnahme                                                                 | Haltestellen (U-Bahnhöfe) |
| ----- | --- | ------------------------------------------------------------------------------ | ------------------------- |
| U78   | Düsseldorf Hbf – Oststraße – Steinstraße/Königsallee – Heinrich-Heine-Allee – Nordstraße – Ergo-Platz/Klever Straße – Kennedydamm – Golzheimer Platz – Theodor-Heuss-Brücke – Reeser Platz – Nordpark/Aquazoo – Messe Ost/Stockumer Kirchstraße – Freiligrathplatz – Mörickestraße – Merkur Spiel-Arena/Messe Nord – D-Lörick – Meerbusch-Büderich, Landsknecht – Forsthaus – Haus Meer                                                                                                | Hauptbahnhof – Messe: in Betrieb, Messe – Haus Meer: offen                     | 19 (6)                    |
| U81   | Ratingen West – Wasserwerk – Im Rott – Bahnhof Düsseldorf Flughafen – Wannheimer Straße – Düsseldorf Flughafen Terminal – Freiligrathplatz – Mörikestraße – Merkur Spiel-Arena/Messe Nord – D-Lörick – Willstätter Straße – Böhlerweg – Zülpicher Straße – Düsseldorf-Vogesenstraße – Neuss, Am Kaiser – Blücherstraße – Rheintorstraße – Hafenstraße – Neuss Busbahnhof – Stadthalle – Alexianerplatz – Hammfelddamm – Langemarckstraße – Königsberger Straße – Neuss Rheinparkcenter | offen                                                                          | 25 (1)                    |
| U82   | Düsseldorf Hbf – Oststraße – Steinstraße/Königsallee – Heinrich-Heine-Allee – Nordstraße – ERGO-Platz/Klever Straße – Kennedydamm – Golzheimer Platz – Theodor-Heuss-Brücke – Reeser Platz – Nordpark/Aquazoo – Messe Ost/Stockumer Kirchstraße – Freiligrathplatz – Düsseldorf Flughafen Terminal – Wannheimer Straße – Bahnhof Düsseldorf Flughafen | Hauptbahnhof – Flughafen Terminal: ab 2025, Terminal – Flughafenbahnhof: offen | 16 (7)                    |